# Tzivos Hashem
Tzivos Hashem (en hébreu : צבאות השם « Armées de Dieu ») est un mouvement de jeunesse affilié au mouvement hassidique de Loubavitch, fondé en 1981 par Menachem Mendel Schneerson.

## Biographie
- Samuel C. Heilman & Menachem M. Friedman. The Rebbe. The Life and Afterlife of Menachem Mendel Schneerson. Princeton University Press: Princeton and Oxford. 2010.  (ISBN 978-0-691-13888-6)